# Neil Peart

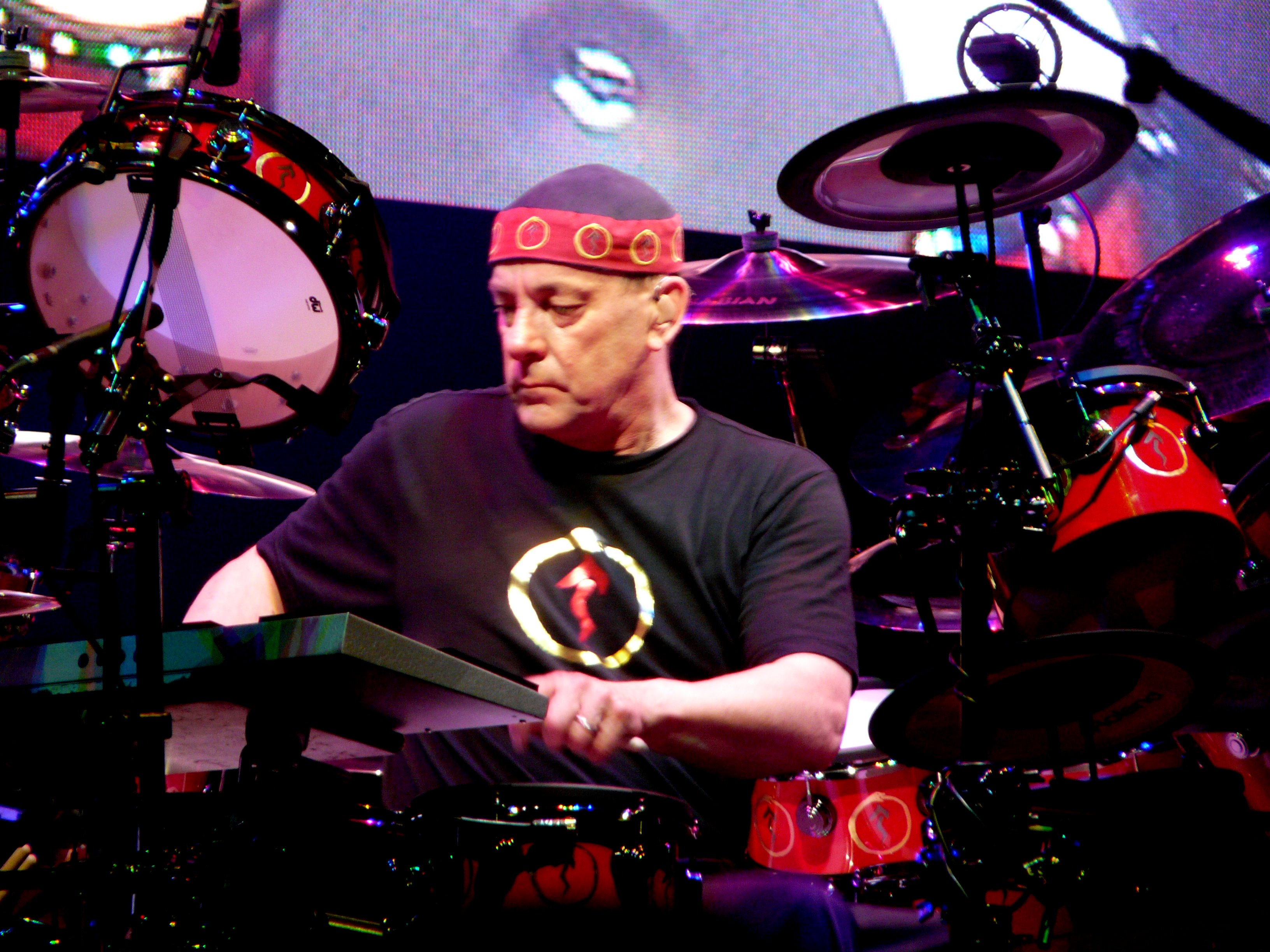
Neil Peart, 2008

Neil Ellwood Peart [pɪərt] (* 12. September 1952 in Hamilton, Ontario; † 7. Januar 2020 in Santa Monica, Kalifornien) war ein kanadischer Schlagzeuger und Texter der Rockband Rush. Er war auch als Autor tätig.

## Karriere
Peart ersetzte 1974 den Schlagzeuger John Rutsey. Er war zunächst Anhänger der objektivistischen Theorie von Ayn Rand. Dieser Einfluss macht sich in vielen Liedtexten (wie beispielsweise auf 2112) aus seinen Anfangsjahren bemerkbar. In den frühen 1980er-Jahren verließ er aber ihren philosophischen Weg, nachdem er erfahren hatte, dass sie Rockmusik generell verurteilt.
Im Laufe der Zeit änderten sich oft die Themen seiner Liedtexte. Nach Texten, die auf mythologischen Geschichten (By-Tor and the Snow Dog aus Fly by Night oder The Necromancer aus Caress of Steel), aber auch auf Erzählungen von J. R. R. Tolkien basierten (Rivendell ebenfalls aus Fly by Night), befasste er sich in den 1980er-Jahren vor allem mit politischen, sozialen oder kulturellen Themen und damals aktuellen Phänomenen, wie zum Beispiel der zunehmenden optischen Vereinheitlichung von Großstadtvierteln (Subdivisions aus dem Album Signals), dem Start des ersten Space Shuttles (Countdown ebenfalls aus Signals) oder dem Atombombenprogramm der USA im Zweiten Weltkrieg (Manhattan Project aus dem Album Power Windows).
In den 1990er-Jahren wandte Peart sich zunehmend gesellschaftlich relevanten oder auch persönlicheren Themen zu, wie moderne Technologien (Virtuality aus dem Album Test for Echo) oder Religion (Totem ebenfalls aus Test for Echo). Der Charakter der Texte verdüsterte sich zunehmend. Laut Peart sind die Texte auf dem Album Snakes & Arrows stark von seinen langen Reisen mit dem Motorrad (vergleiche dazu Ghost Rider aus dem Album Vapor Trails von 2002) durch den nordamerikanischen Kontinent beeinflusst und gleichzeitig Reflexionen über Treue und Glauben.
Im Jahr 2008 spielte er in der Filmkomödie Adventures of Power mit.

## Auszeichnungen
Während seiner über vierzigjährigen Karriere wurden ihm viele Preise für seine Spielweise bei Studioaufnahmen verliehen, unter anderem vom Modern Drummer. Zusammen mit seinen Rush-Kollegen Geddy Lee und Alex Lifeson wurde er am 9. Mai 1996 als Offizier des Order of Canada ausgezeichnet. Die drei waren die ersten Rockmusiker, die in dieser Form geehrt wurden. Am 25. Juni 2010 wurden Neil Peart und seine Rush-Bandkollegen Alex Lifeson und Geddy Lee mit einem Stern auf dem Hollywood Walk of Fame geehrt. Im April 2013 wurde Rush in die Rock and Roll Hall of Fame aufgenommen. Der Rolling Stone listete Peart 2016 auf Rang vier der 100 größten Schlagzeuger aller Zeiten.

## Privates
Pearts erste Tochter verunglückte 1997 bei einem Autounfall tödlich. Seine erste Frau Jaqueline Taylor starb 1998 an Krebs. 2002 heiratete Peart die Fotografin Carrie Nuttall (* 1963), eine gemeinsame Tochter kam im August 2009 zur Welt.
Neil Peart starb am 7. Januar 2020 in Santa Monica an den Folgen eines Hirntumors.

## Trivia
2017 wurde die neu entdeckte Protistenart Pseudotrichonympha pearti (del Campo and Keeling, 2017), und 2020 das in Bolca (Italien) gefundene Fossil eines Anglerfisches aus dem Eozän Neilpeartia († Carnevale et al., 2020) nach Neil Peart benannt.

## Werke
Soloprojekte:
- 1994: Burning for Buddy, Volume 1
- 1997: Burning for Buddy, Volume 2
- 1996: A Work in Progress (DVD – Drums on Test for Echo)
- 2005: Anatomy Of A Drum Solo (DVD)
- 2011: Taking Center Stage – A Lifetime Of Performance (Buch und DVD)

Bücher:
- 1996: The Masked Rider: Cycling in West Africa
- 2002: Ghost Rider: Travels on the Healing Road
- 2004: Traveling Music. Playing Back the Soundtrack to My Life and Times
- 2006: Roadshow: Landscape with Drums – A Concert Tour by Motorcycle

 Science Fiction 
- Clockwork Lives: The Bookseller's Tale, 2015 (mit Kevin J. Anderson)
- Clockwork Lives, 2015 (mit Kevin J. Anderson)